# Eustomias achirus
Eustomias achirus es una especie de pez de la familia Stomiidae en el orden de los Stomiiformes.

## Morfología
• Los machos pueden llegar alcanzar los 16,7 cm de longitud total.

## Hábitat
Es un pez de mar y de aguas profundas que vive hasta 200 m de profundidad.

## Distribución geográfica
Se encuentra en el  Atlántico oriental (desde el Sahara Occidental hasta Angola), el Atlántico occidental (entre 41 ° N-9 ° N y, también, al Golfo de México), el Índico y el Pacífico.